# Pseudorhombus
Pseudorhombus es un género de peces de la familia Paralichthyidae, del orden Pleuronectiformes. Este género marino fue descrito científicamente en 1862 por Pieter Bleeker.

## Especies
Especies reconocidas del género:
- Pseudorhombus annulatus Norman, 1927
- Pseudorhombus argus M. C. W. Weber, 1913
- Pseudorhombus arsius (F. Hamilton, 1822)
- Pseudorhombus binii Tortonese, 1955
- Pseudorhombus cinnamoneus (Temminck & Schlegel, 1846)
- Pseudorhombus ctenosquamis (Ōshima, 1927)
- Pseudorhombus diplospilus Norman, 1926
- Pseudorhombus dupliciocellatus Regan, 1905
- Pseudorhombus elevatus J. D. Ogilby, 1912
- Pseudorhombus javanicus (Bleeker, 1853)
- Pseudorhombus jenynsii (Bleeker, 1855)
- Pseudorhombus levisquamis (Ōshima, 1927)
- Pseudorhombus malayanus Bleeker, 1865
- Pseudorhombus megalops Fowler, 1934
- Pseudorhombus micrognathus Norman, 1927
- Pseudorhombus natalensis Gilchrist, 1904
- Pseudorhombus neglectus Bleeker, 1865
- Pseudorhombus oculocirris Amaoka, 1969
- Pseudorhombus oligodon (Bleeker, 1854)
- Pseudorhombus pentophthalmus Günther, 1862
- Pseudorhombus quinquocellatus M. C. W. Weber & de Beaufort, 1929
- Pseudorhombus russellii (J. E. Gray, 1834)
- Pseudorhombus spinosus McCulloch, 1914
- Pseudorhombus tenuirastrum (Waite, 1899)
- Pseudorhombus triocellatus (Bloch & J. G. Schneider, 1801)

## Galería

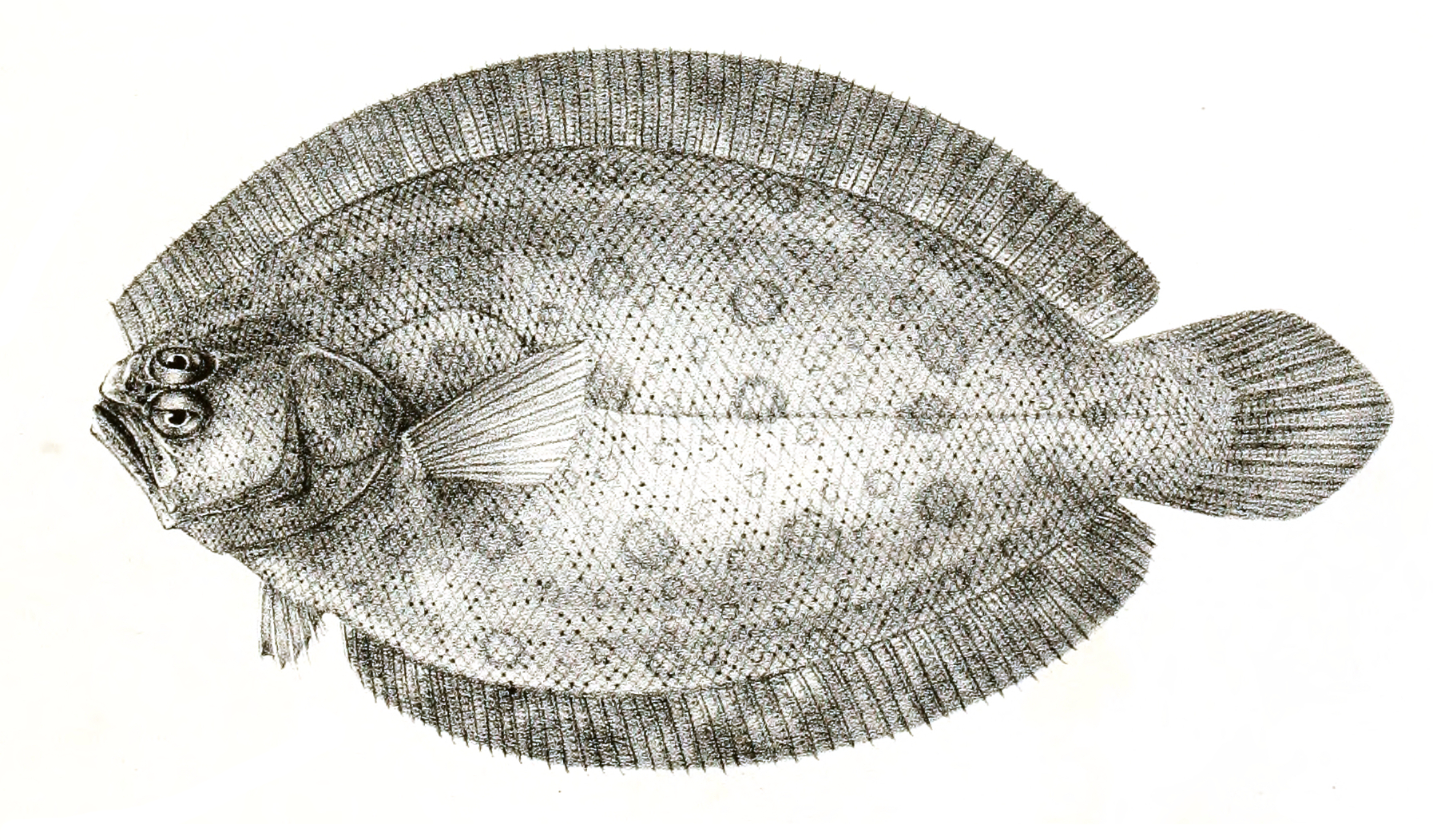
Pseudorhombus arsius
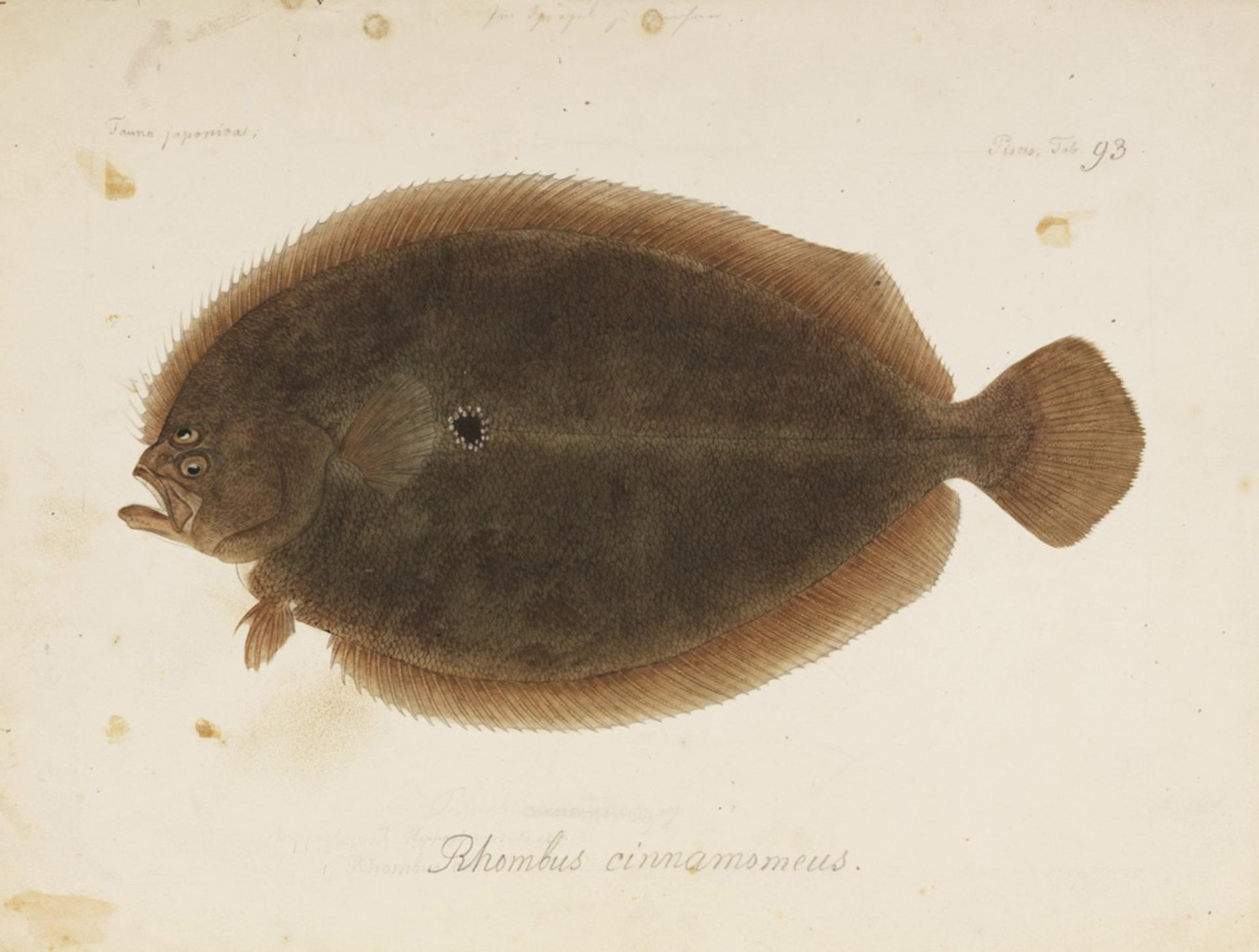
Pseudorhombus cinnamoneus
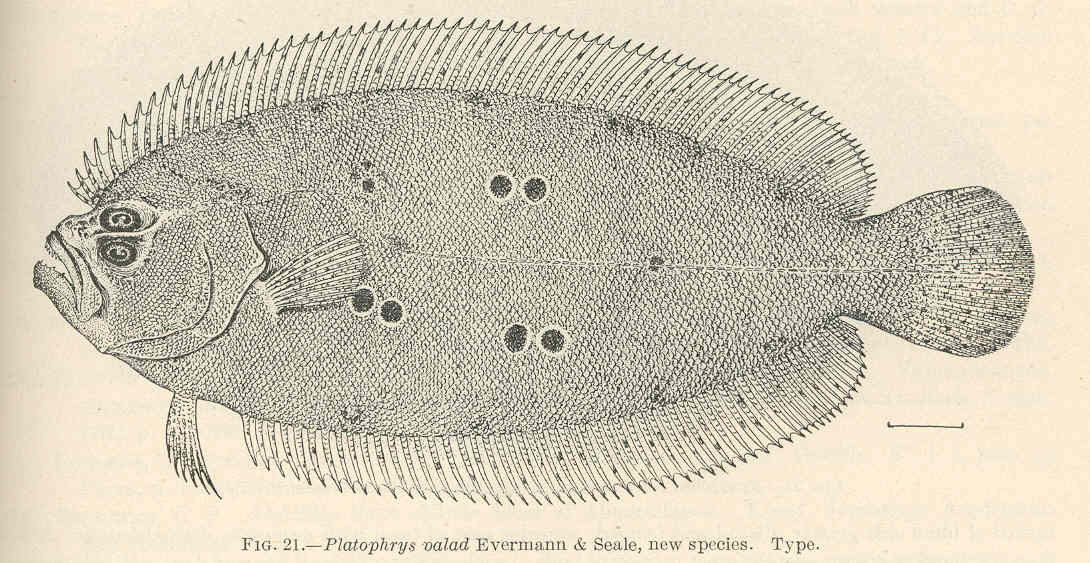
Pseudorhombus dupliciocellatus
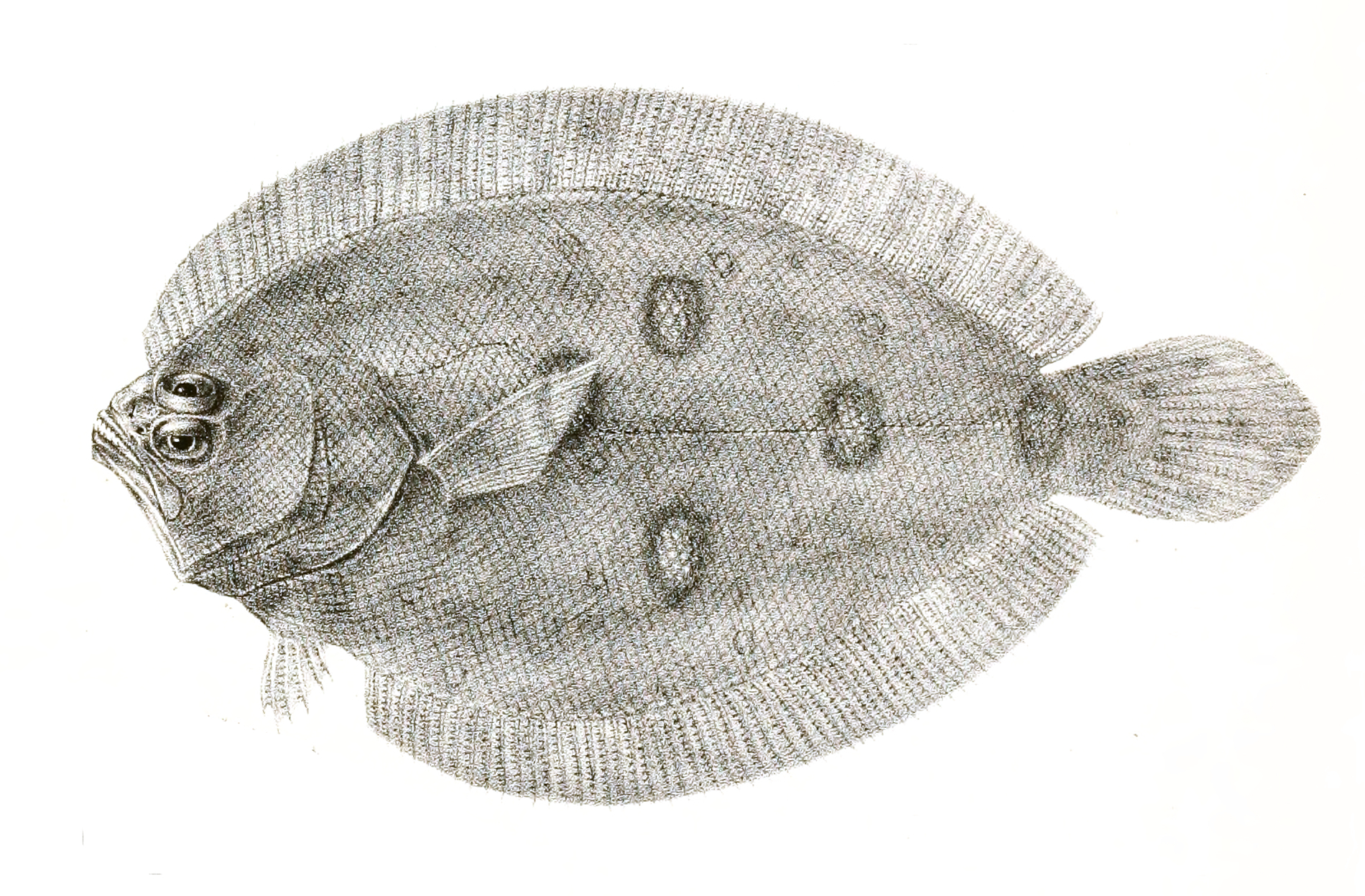
Pseudorhombus javanicus
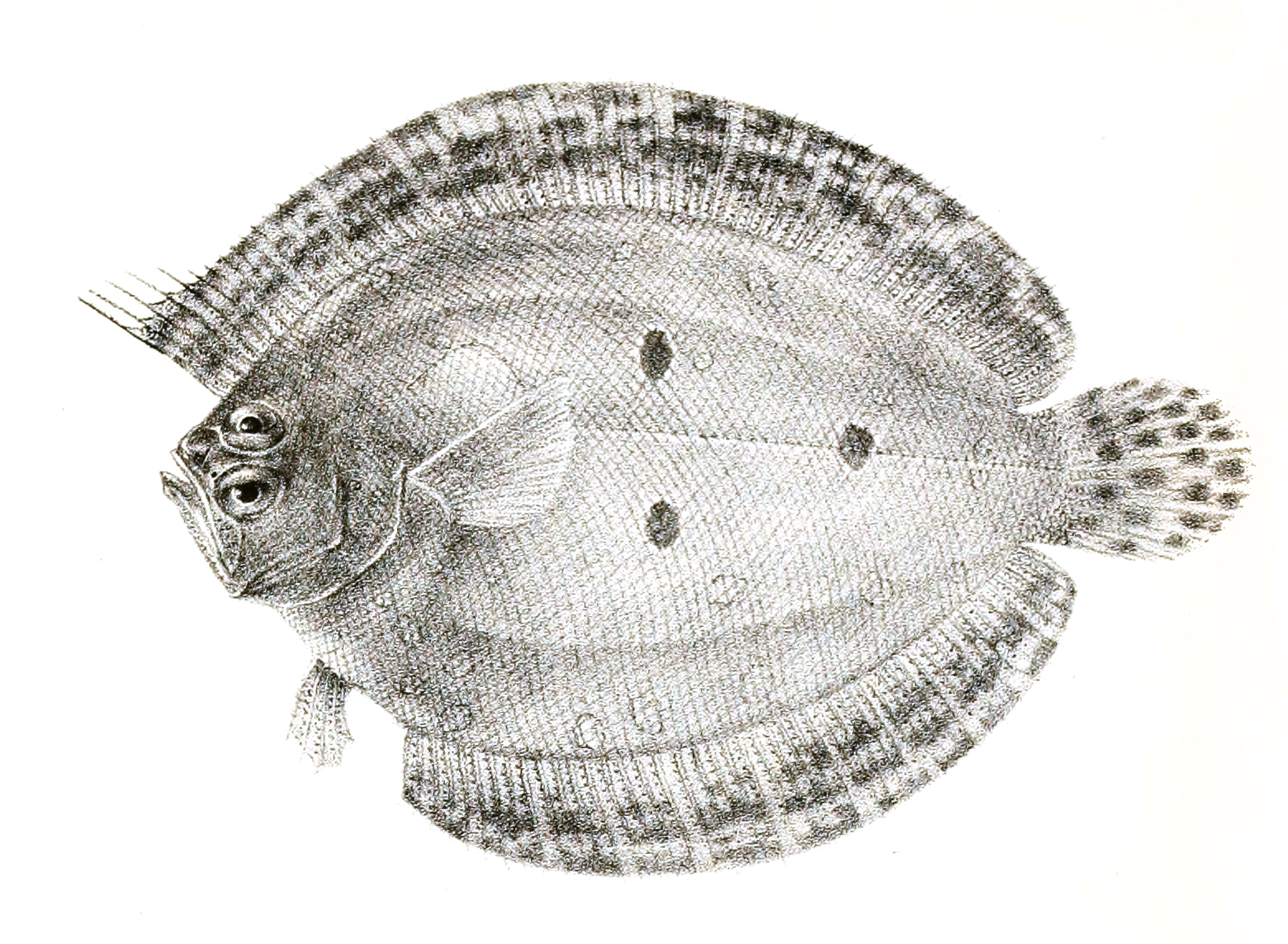
Pseudorhombus triocellatus